# سينما الخيال العلمي

ملصق اعلاني لفلم خيال علمي

سينما الخيال العلمي (بالإيطالية: cinema di fantascienza)‏ (أو الخيال العلمي) تعد سينما الخيال العلمي إحدى أنواع فن التصوير السينمائي الأكثر شعبية. ومواضيع الخيال العلمي النموذجية هي الدعامة لتطوير الحبكة الدرامية، والتي تعبر عن الخيال العلمي من أجل تطور المقال. في أفلام الخيال العلمي، تم استدراج تقنية السرد من وجود العناصر العلمية والخيالية أو الافتراضية، وكان من الممكن أن تكون على سبيل المثال: صياغة نظرية رياضية جديدة، واختراع المعدات التكنولوجية المبتكرة واكتشاف تطورات جديدة وواعدة في مجال الهندسة الحيوية. عادة ما يرتبط هذا النوع من الأفلام في بيئة أكثر أو اقل بعدا من المستقبل، كما هو الحال في السفر بين النجوم والتي لها علاقة بالتواجد خارج كوكب الأرض، والحروب النووية أو الكوارث المناخية العالمية. 
إذا كنا قد عرفنا سينما الخيال العلمي كنوع مستقل مع نهاية عقد الخمسينيات، فان عنصر الخيال قد عرف مع بدايات الأدب السابع. وبمرور الزمن استكشفت سينما الخيال العلمي كمية كبيرة من المواضيع المختلفة، وكثير منها لم يكن من الممكن أن يتجسد بطريقة أخرى. يعدّ الميل إلى توصيل الرسائل الفلسفية والسياسية بدقه وتميز هي إحدى الصفات التي تضفى لمعانا على هذا النوع. واستخدمت أعمال الخيال العلمي لتعبر عن مواضيع مجتمعية دقيقة والشؤون الجارية مثل الدعوة إلى السلام، الحرب الباردة، الرهبة من الأجانب، نتائج التلوث _ في أزمنة تاريخية عبرت عن أزمات أخلاقية بدون الإفصاح عنها، وفي نفس الوقت دون التخلي عن تقديم الترفيه للجماهير المبتدئين. في البداية اهتم إنتاج أفلام الخيال العلمي بالشكل التقني للمؤثرات الخاصة كمرحلة أولى، وفي نفس الوقت بقاعات المسرح للشغوفين الذين تعودوا على تصوير الواقع وصور الحياة المختلفة، ومشاهد الحروب الفضائية، وأسلحة الطاقم والعالم غير الواقعي ونتيجة التطور السريع والدائم للتكنولوجيا الإنسانية وفن الحاسوب.
هناك العديد من أفلام الخيال العلمي الراسخة في الذاكرة وعدد كبير أيضا من الأعمال البسيطة، والتي من الممكن أن تحسب ضمن الأمثلة السيئة للإنتاج السينمائي في كل العصور. بدأت سينما الخيال العلمي تتخذ إحدى أشكال الفن عن طريق الجهود الجماعية للعديد من السينمائيين الموهوبين وقد استغرق الأمر عدة عقود. ظهرت سينما الإرهاب كنوع من أنواع الفساد الذي يختفي في إطار أفلام الخيال العلمي وحدوده.

## التاريخ
تأثرت سينما الخيال العلمي كثيرا بالأدب _ منذ بدايتها _ بالإضافة إلى بعض روائع الأعمال السينمائية والتي ترجع أصولها إلى كتب الخيال العلمي. وسرعان ما أصبحت الروايات والأفلام كيانين مستقلين. يتوقف تأثير الكتب على المواضيع وعلى الأفكار الأساسية، حيث تطورت السينما فيما بعد إلى أعمال مستقلة. تميل السينما إلى اختراع «نظريات خيالية»  خاصة بها ولاسيما منذ عقد السبعينيات من القرن العشرين وما بعده. الخيال العلمي مثل الأدب التحليلي، ويتعلق بالأفكار في حين أن الفيلم بعيد كل البعد عن التحليلية، أما فيما يتعلق بطريقة عرض الأفكار فهي عن طريق عرضها في صورة بصرية، تمتلك الصور وظائف مجازية، واستعاره، من الممكن أن تكون قوية ولكنها ليست دقيقة. تعد السينما أيضا شكل من أشكال الفن الشعبي ولذلك فهي تميل إلى التبسيط غالبا. يود الجدد في الخيال العلمي. من مؤلفي هوليوود هناك جورج لو كاس، ستتفين سبيليبرج الذين اثروا المجال بكتابة قصص الأفلام الناجحة، مع بعض الاستثنائيات القليل من الكتاب السينمائيين المحترفين، مبدين رغبتهم في أن يشاهد المراهقين هذه النوعية من الأفلام في السينما.
ولهذا يرى صناع السينما في هوليوود مؤلفي الخيال العلمي كالخارقين. لا يتوقف عمل الروايات والقصص عند كونها مصدر للأفكار من اجل السينما، ولكنهم يدعمون أيضا مصادر أخرى للإلهام، مثل الكتب المصورة، التلفاز، ألعاب الفيديو وأنواع أخرى مختلفة، أو السينما في حد ذاتها وإعادة تكرار الأفلام منذ الثمانينات.
مع مرور الوقت، استمر هذا النوع من أفلام الخيال العلمي في ترسيخ اساساياته، مسيطرا على فئة كبيرة من السوق: إذ في عام 1971 تضمنت السينما بالإضافة إلى الخيال العلمي الرعب أيضا، الخيال، الأحداث غير الواقعية، ممثلة نحو 5% من العائدات في الولايات المتحدة، وفي عام 1982 ارتفعت هذه النسبة فجأة لتقترب من 50% وفي عام 2010 وصلت إلى ما يقرب 90%.

## البدايات
تتزامن بدايات تاريخ سينما الخيال العلمي مع الفن السابع تقريبا. في الواقع اكتشفت السينما الوليدة كأداة تسمح للظهور على الشاشة ليس فقط الواقع اليومي، ولكن أيضا كوسيلة مبتكرة وغير عادية لتصوير الأحلام، وخيالات الإنسان، بطريقة تثير ذهول وإعجاب المشاهد، في الوقت الذي يكون من المستحيل أن تعرض على ساحة المسرح. يعدّ فن الخداع في السينما هو المثالية للتعبير عن الأشياء غير الواقعية، والتي لم تصبح واقعية حتى الآن. على الرغم من أن بدايات هذا النوع من الخيال العلمي حدد فقط منذ عقد الخمسينيات، وخاصة في محيط الولايات المتحدة، ومن أوائل أفلام الخيال العلمي  هو رحلة إلى القمر عام 1962 لجورج ميلي، يلحقه بوقت قصير تجسيد رحلة للغير مستحيل. ونفس الحال مع ميليس (كاتب فرنسي) الذي أظهر موضوع الخيال العلمي المستوحى من الأدب المعاصر، كما ظهر في فيلمهِ (La lune à un mètre) عام 1898، وأيضا هو مبتكر المؤثرات الأولية الخاصة. منذ ما يقرب من نصف قرن أخرجت سلسلة من الأعمال التي وصفت بأفلام الخيال العلمي، ولكن هذهِ الأعمال واغلبها يتبع هذا النوع من المغامرة، والإعدادات الغريبة والتي جاءت فكرتها من الخيال وأدت إلى تفاصيل علمية زائفة، هناك بعض الاستثناءات القليلة التي ظهرت في بعض الأفلام وبدءا من فيلم ميتروبولس الشهير عام 1927 ل _فيرتيز لانغ، وهو حكاية مستقبلية حول الصراع الطبقي في مدينة ضخمة عام 2026. وفيلم آخر من أفلام فيرتز لانغ، ورحلة أخرى إلى القمر، (مع وجود امرأة على سطح القمر) في عام 1928، وهو ميلو دراما من الخيال العلمي التي تظهر لأول مرة إلى الجمهور وتعرض الأساسيات العلمية الحقيقية للسفر إلى الفضاء باستخدام الصورايخ، والاستفادة من نصائح الرواد السابقين مثل هيرمين اوبيرث وويلي لي. وتعتبر أعمال لانغ وأعمال أخرى ظهرت في العشرينيات، مثل باريس التي تنام، هي المعالم الحقيقية والأساسية في تاريخ هذا النوع من الافلام وتصدر لإنتاج العديد من الأفلام الناجحة في الثلاثينيات من أشهرها، فرانكشتاين، كينغ كونغ، المرأة والوحش، قناع فو ماتشو، جزيرة فقدت النفوس، وهذا على سبيل المثال لا الحصر.

## الثلاثينات والأربعينات
أثناء سنوات الكساد الكبير عام 1929، كان الشعب الأمريكي غالبا ما يبحث عن وسائل للتخلص من الواقع اليومي القاسي. من بين العديد من المسرحيات الغنائية التي غزت السينما بعد اختراع الصوت، فظهر هناك فيلم المعجزات عام 2000 (فقط تخيل) عام 1930، وقد أخرجه ديفيد بيتلر، وهو كوميديا موسيقية فريدة من نوعها تحكى قصت رجل صعق بالكهرباء عام 1930 ليستيقظ مرة أخرى بعد 50 عاما في نيويورك عام 1980. 
بعد العديد من تحويل الروايات إلى أفلام، هناك قصة أصلية هي فيلم كينج كونج عام 1933، أخرجه ميرين كالدويل كوبر، وايرنست بيومونت سكودوساك. ويعد الفيلم أحد النماذج الأساسية للغة السينمائية: التركيبة المتقنة لعناصر المغامرة، الرومانسية، الخيالية، بالإضافة إلى سلسلة من الخدع البصرية في الفترة الثورية، خلفوا إحدى أعظم الروائع في تاريخ السينما. بالنسبة لكينج كونج، فان خبير المؤثرات الخاصة ويلين اوبرين جمع لأول مرة تقنية إيقاف الحركة (الإطارات الثابتة) بتقنية أخرى مثل الإسقاط الخلفي، الإسقاط المصغر، وشاشة زرقاء، وإدراج الممثلين في مشاهد لم تسبق من قبل. في فيلم «العوالم المفقودة» قد توقف الوقت، مثل الجزيرة التي حاربت فيها الغوريلا العملاقة ضد الحيوانات الشرسة الموجودة قبل التاريخ، هي فكره مستوحاة مباشرة من روايات المغامرة التي ظهرت في وقت متأخر من التاريخ الفيكتوري نهاية القرن التاسع عشر، وتحولت بنجاح إلى فيلم مدهش في السينما مشابه لفيلم العالم المفقود (العالم المفقود، عام 1925) لهاري هويت، وهو أول تكييف للرواية لآرثر كونان دويل، وأول فيلم يظهر فيهِ الديناصور بشكل حقيقي إلى الجمهور الكبير، ويرجع الفضل في ذلك إلى تقنية إيقاف الحركة وبث الحياة في الصور لتبدو طبيعية والتي تظهر دائما في أعمال ويليس اوبرين. هناك فيلم أخر يحمل عنوان العالم المفقود (الأفق المفقود، عام 1937) لفرانك كابرا، ومأخوذ من رواية ألفها جيمس هيلتون. 
في نهاية عقد الثلاثينيات كانت أفلام الخيال العلمي قليلة إلى حد ما لأن الموضوع الأكثر انتشارا كان أوبرا الفضاء. في تلك الحقبة دخلت الشخصيات البطولية للخيال العلمي إلى السينما عن طريق الشرائط الشعبية المصورة، ومنهم فلاش غوردن عام 1936، باك روجيرز عام 1939، وظهروا في العديد من المسلسلات التي بثت إلى الجمهور الناضج. في فيلم الوحش المجنون (The Mad Monster, 1942) لسام نيوفيلد، يوضح كيف تحول بستاني برئ إلى جندي خارق يرغب في الحصول على أي شي ولكن بطريقة شرسة ويتحول إلى إنسان الذئب وذلك عن طريق عملية نقل دم. وفيلم السيدة والوحش (The Lady and the Monster, 1944) لجورج شيرمان، يحكى عن قصة عقل بشري أستمر في العمل على الرغم من موت الجسد.

## الخمسينيات
في الخمسينيات وبداية من الولايات المتحدة، تحققت سلسلة من الانفجارات والشهرة لنوع الخيال العلمي مع إنتاج كمية كبيرة من الأفلام في استوديوهات هوليوود أو الاستوديوهات المستقلة . أخيرا خرج الخيال العلمي، بعيدا عن مجلات اللب (والتي تتجه إلى المراهقين، ليظهر إلى الجمهور الغفير، وليصبح موجودا بالإضافة إلى السينما، في المكتبات، الرسوم المتحركة، أفلام الكارتون، في الألعاب الحديثة، وفي التلفاز. شعرنا بالتغيير نتيجة التأثير الثقافي الجديد: من جانب هناك الحماس من اجل التقدم في صناعة الصواريخ الجديدة والفضاء الجوي، وإطلاق سباق الفضاء حوالي عام 1957 , ومن جانب أخر هناك الحلم بالمستقبل، وهو طريقة للهروب من الحاضر وبالأخص نسيان الحرب العالمية الثانية والتي انتهت لتوها . في الولايات المتحدة، ظهر الشعور بالتفاؤل بسبب التقدم الصناعي وإنشاد السلام الحديث والذي يوازي قلق الحرب الباردة وكذلك الإرهاب. ظهرت أول مشاهد للأطباق الطائرة وعلم الأجسام الغريبة عام 1947 بالإضافة إلى إنعاش النبض لدى الشعب لانتشار النموذج الأصلي الأجنبي في الثقافة الشعبية. مع بدايات الخمسينات، يعدّ بداية تدوين الخيال العلمي، بالإضافة إلى وصول أوائل الروائع «الخيال العلمي الحديث» (والذي كان يصنف في ذلك الوقت الخيال العلمي). هناك فيلم يوم الأرض ل روبرت ويز وشي من العالم الأخر ل كريستيان نوبي وهوا رد هوكس وكلا الفيلمين من إنتاج 1951 . تم الحكم على فيلم يوم وحدة الأرض من قبل النقاد بأنه فيلم خيال علمي للكبار ويصور ما يوجد خارج سطح الأرض ويعبر عن حكمة مرسلة إلى واشنطن من خلاب قوة عظمى .يعدّ فيلم رجال على القمر (وجهة القمر) ل اريفينج بيتشل (Irving Pichel)عام 1950 أول وأكبر عمل كلاسيكي في الخيال العلمي الحديث، مشتملا على معلومات خيالية علمية دقيقة (لهذه الفترة) وقع الهبوط على سطح القمر بعد هذا الفيلم بحوالي 20 عاما ويرجع الفضل إلى الباحث العلمي ويلي لي ومصور الفضاء تشيسلي بونيستل (Chesley Bonestell). ويتدرج تحت هذا النوع أيضا فيلم غزو الفضاء عام 1955 والذي أنتجه جورج بال وأخرجه بيرون هاسكين (Byron Haskin)_ وهو فيلم بنكهة وثائقية مستوحى قصته من كناب مشروع المريخ ل دى ويرنهر فون براوين (Wernher von Braun) _ والذي ظل لسنوات عديدة حجر الأساس لهذا النوع بفضل المؤثرات الخاصة سيناريوهات بون يستل والاستكشاف والمغامرات للمريخ والذي حدث عام 1980 .محطة الفضاء 1959 ل (Небо зовет, 1959) di Michail Karyukov والكسندر كوزير أول وأكبر فيلم خيال علمي روسي بعد Aelita عام 1924 ويتعلق ب المنافسة لغزو الفضاء بين الولايات المتحدة والاتحاد السوفيتي . يصف فيلم عندما يصطدم عالمين (When Worlds Collide, 1951) ل رودولف ماتى عن هروب مثير للبشرية للنجاة من الدمار الذي سيلحق بالأرض نتيجة لتأثيرات فلكية .في نهاية المطاف تتميز سينما الخيال العلمي في سنوات الخمسينيات كمغامرة تركزت على الفضاء (موضوع الفضاء كعمل أدبي) والذي يتعلق بالخروج من الكوكب لاستكشاف المصدر (الكوكب المحرم 1956) أو لاستكشاف السكان الغامضين ودعوتهم لزيارة الأرض وغالبا ما يكشف قليلا عن النوايا الخيرة . فيلم الحرب بين العوالم عام 1953 ل بروين هاسكين مبنى أساسا على رواية ويلز، ويشكل واقعية الغزو المروع من جانب الأجانب القاسيين . وأيضا عام 1953 هناك قصص أخرى للغزو (جاء من الفضاء الخارجي) لجاك ارنولد، غزاة الفضاء (غزاة من المريخ) ل ويليام كاميرون مينزيس .هناك قلق كبير في طريقة سرد التسلل الغريب السري الذي حدث في فيلم غزو جسم المخطوفين (Invasion of the Body Snatchers, 1956) ل دون سيجال، حيث يتم استبدال البشر بنسخ غريبة ومثالية من خارج سطح الأرض كنوع من التمويه، وأيضا في فيلم تزوجت من الوحش (I Married a Monster from Outer Space, 1958) الذي كتبه جيم فاولر الاين . ظهر في العديد من الأفلام القلق من فترة الحرب الباردة، مع وجود هاجس بأنهم جواسيس والتهديدات التي تلوح في الأفق بنشوب صراع نووي، حيث يظهر في هذه الأفلام الصورة الموجودة من خارج سطح الأرض، والتي تنم عن الخوف الجماعي من الغزو السوفيتي .إن الخطر الذي يلوح في الأفق موجود حتى عندما وصل الأغراب إلي الهيئة البشرية بنية طيبة، كما هو الحال في فيلم جزيرة الأرض أو موطن الفضاء ل جوزيف . م . نيومان وهي أول حقيقة وأول عمل فضائي سينمائي، وأيضا في فيلم أطفال من الفضاء، هو عمل «صغير» ل جاك ارنولد والتي تبعث _ برسالة للسلام والتي تهدف إلي وضع قوة في الأطفال والتي تؤدي بالضرورة إلي إنقاذ مستقبل البشرية . انه بالفعل جاك ارنولد _ بالرغم من عدم شهرته خارج المجال _ إلا انه بعد واحد من أعظم السادة بلا منازع في مجال الخيال العلمي في ذلك الوقت ; في عام 1953 في نهاية العقد فانه اخرج العديد من الأفلام والتي تعتبر الآن من الروائع في ذلك النوع، بالرغم من أنها تدور في حدود متوسطة وأيضا هو بغض النظر عن الغزو المسموح في لغة السينما، والتي تفرض سطوتها علي مواضيع هذه الأعمال والتي تتعارض مع تلك الفترة، مثل الأقليات، والتسامح . من الممكن أن يأتي التهديد من الفضاء على متن النيزك، كما حدث في وحوش متراصة (The Monolith Monsters, 1957) التي كتبها جون شيروود .لا تأتي الغرابة من كوكب بعيد ولكن من الممكن أن تكون مرعبة على حد سواء، مثل مخلوق من البحيرة السوداء (Creature from the Black Lagoon, 1954) لجاك ارنولد، والنمل العملاق التي كبرت بسبب تجربة نووية مثل فيلم الاعتداء على الأرض (Them!, 1954) لجوردن دوغلاس، أو الديناصور المشع من البحار للياباني غودزيلا (Gojira, 1954)) ل اتشيرو هوندا، والعناكب الضخمة ترانتولا (Tarantula) لجاك ارنولد، والإخطبوط الضخم الذي أرعب سواحل أمريكا في فيلم وحش البحار (جاء من تحت البحار 1955) لروبرت غوردون، هجوم من وحوش السل طعون (Attack of the Crab Monsters, 1956) ل روجر كورمان، أو، حتى أيضا الرجل العادي الذي خفض الأبعاد المجهرية والإشعاعية (الرجل الذي لا يصدق) لجاك ارنولد والعالم سيئ الحظ الذي ظل ضحية الأبحاث الخاصة في تجربة دكتور كورت نيو مان . في وقت مبكر من نهاية العقد السابق، والعلوم والتكنولوجيا تثير الحماس والأمل، ولكن أيضا هناك الكثير من عدم الثقة والخوف، وإذا حدث أي خطا من الممكن أن يسبب وحوش رهيبة. في الفيلم التشيكوسلوفاكي وروائع العالمي لجول فيرن (1958) لكارل زى مان وهو العلم الذي اخترع مادة شديدة التفجير لم يسبق لها مثيل حيث يقام سجين على جزيرة وسوف يضطر إلى تفجير أنفسهم من اجل عدم الوقوع في الأيدي الخاطئة نتيجة لدراسته. عالم بلا نهاية (1956)ل ادوارد بيرندس وهو أول فيلم خيال علمي تعامل مع السفر والوقت الذي يستغرقه السفر ومفارقات الزمان والمكان، وأول فيلم صدر في سينما سكوب .
في النهاية لا يبقى سوى إصدارات هوليوود للرحلات الغير عادية من روايات فيرن، مثل 20000 فرسخ تحت البحار (1954) من قبل ريتشارد فليتشر والذي تجسد فيه غواصة نويتلوس للكابتن نيمو ورحلة إلي مركز الأرض (رحلة إلي مركز الأرض 1959) من قبل هنري ليفين، وهو رحلة رائعة في أعماق كوكب الأرض لاكتشاف الحقيقي (العالم المفقود) " وفي الألفين لا تسطع الشمس " 1956 ل مايكل اندرسون وهو أول فيلم مأخوذ عن رواية عام 1984 لجورج اورويل .

## الستينات
خلال فترة الستينات، ولحد الآن فان سينما الخيال العلمي اقتصرت على محيط السينما الشعبية «المنخفضة», وقفزت قيمتها وصعدت إلي مستوى عالي من الفن من مجرد عدد من الأعمال للكاتب إلى نتائج أكثر أو اقل سعادة . للمرة الأولي، قام الكاتب القصصي الفرنسي، منذ فيلمه القصير التجريبي رصيف الميناء عام 1962 لكريس ماركر، والمخرج الطليعي الذي سرد قصة مؤلمة من السفر عبر الزمن مما أدى إلى تصوير الفيلم كمونتاج بوجود إطارات الصور فقط . في منتصف الستينات، شارك هذا النوع اثنين من الممثلين الأكثر شهرة للحركة، الأول جن لوك غودار في فيلمه (Alphaville, une étrange aventure de Lemmy Caution, 1965) والذي مزج بين محاكاة ساخرة للسينما وظهور التجسسية مع استعارة الأفكار المناهضة للرأسمالية، ثم فرانسوا تروفوولهذا انضم عام 1968 روجر فاديم مع باربيلا، وظهرت الكوميديا الهزلية، وتتركز على مغامرات الفضاء، والبطلة الوسيمة . وفي نفس الوقت في الخيال الأدبي _ والتي غالبا ما تبقي مصدر الإلهام والقوة الدافعة _ والتي ولدت موجة جديدة، وهو تيار مستوحى غالبا من الروايات الغامضة التي تعكس الاتجاهات الاجتماعية والإنسانية أكثر من تلك التكنولوجية والعلمية، والتي تتجه إلى امتلاك تأثير عميق ومبتكر على هذا النوع من الخيال العلمي، والذي يقدم فيه العديد من القضايا وفي الأسبقية وقبل كل شي الجنس.بالنسبة لتلك الفترة، فان المشاهد كانت فعالة وغير عادية لسرعة مرور الوقت في فيلم الرجل الذي سيعيش في المستقبل (آلة الزمن 1960) من قبل جورج بال، نزهة في المستقبل البعيد للبشرية على متن آلة الزمن وظل واحد من الأفلام الأكثر شهرة بين روايات h.g wells